# Dawid Ojstrach
Dawid Fiodorowicz Ojstrach (ros. Давид Фёдорович Ойстрах, ur. 17 września?/30 września 1908 w Odessie, zm. 24 października 1974 w Amsterdamie) – radziecki skrzypek pochodzenia żydowskiego.

## Życiorys
Urodzony w Odessie w Imperium Rosyjskim, początkowo znany jako Dawid Kolker, przejął nazwisko po swoim ojczymie skrzypku amatorze, właścicielu sklepu w mieście. Matka Ojstracha, Isabella Stiepankowa, była również muzykiem, śpiewała w państwowej operze, gdzie często w orkiestrze można było usłyszeć jej syna. W wieku pięciu lat Dawid zaczął poważne lekcje skrzypiec i altówki u miejscowego nauczyciela Piotra Solomonowicza Stoliarskiego (uczniem tego pedagoga był również Nathan Milstein, z którym Ojstrach dzielił swój pierwszy występ koncertowy w 1914). W 1923 wstąpił do Odeskiego Konserwatorium (założonego przez Witolda Maliszewskiego w 1913), gdzie studiował do 1926, tam też zagrał po raz pierwszy Koncert a-moll J.S. Bacha. Na jego recital dyplomowy w 1926 składały się: Chiaconna J.S. Bacha, Sonata z diabelskim trylem Tartiniego, Sonata skrzypcowa Rubinsteina i Koncert D-dur Prokofjewa. Jako solista, z jemu dedykowanym koncertem a-moll Głazunowa pod dyrekcją kompozytora, wystąpił w Kijowie w 1927. Koncert przyniósł mu w następnym roku zaproszenia na występ w Leningradzie z orkiestrą symfoniczną kierowaną przez Nikołaja Malko.
Ojstrach otrzymał swoje pierwsze i jedyne wykształcenie muzyczne od pedagoga skrzypcowego Piotra Stoliarskiego. Wbrew powszechnej opinii, Ojstrach nie był urodzonym wirtuozem. W rzeczywistości zaczął od grania na altówce w orkiestrze konserwatorium. Wiele miesięcy później doszedł do poziomu solisty i zadebiutował grając koncert Bacha z orkiestrą. W ciągu następnych dwóch lat przemierzył Rosję, aby w końcu triumfalnie zadebiutować koncertem Czajkowskiego w Leningradzie.
W tym samym roku zdecydował się przeprowadzić do Moskwy, gdzie dał swój pierwszy recital i gdzie spotkał Tamarę Rotarewą, pianistkę, z którą rok później wziął ślub. W 1931 urodził się ich jedyny syn Igor, który poszedł w ślady ojca i wraz z nim grywał takie utwory jak Koncert podwójny Bacha i Symfonia koncertująca Mozarta. Od 1934 został nauczycielem w Moskiewskim Konserwatorium, gdzie został mianowany profesorem w 1939.
Szczególnie dobrze znane są jego wykonania koncertów Szostakowicza, ale był również wykonawcą klasycznych koncertów i utworów. Pracował z orkiestrami w Rosji, a także z muzykami w Europie i Stanach Zjednoczonych. Innym sławnym nagraniem jest koncert potrójny Beethovena na skrzypce, fortepian i wiolonczelę, wspólnie ze Swiatosławem Richterem i Mstisławem Rostropowiczem. Najważniejszymi zadedykowanymi mu utworami są koncert skrzypcowy Chaczaturiania i oba koncerty skrzypcowe Szostakowicza.
Ojstrach zdobył międzynarodową sławę wygrywając kilka krajowych i międzynarodowych konkursów, wliczając w to Wszechrosyjski Konkurs Muzyczny w 1935. Zdobył drugą nagrodę na I Międzynarodowym Konkursie Wieniawskiego w Warszawie, ustępując tylko wyjątkowo utalentowanej 16-letniej Ginette Neveu. Jednakże w 1937 zdobył najwyższą nagrodę na Konkursie im. Królowej Elżbiety Belgijskiej (wtedy konkurs Eugène’a Ysaÿe’a) w Brukseli. W tym czasie zaczęła się jego długa przyjaźń i partnerstwo z pianistą Lwem Oborinem. Podczas wojny był aktywny w Związku Radzieckim, prezentując po raz pierwszy nowe koncerty Miaskowskiego i Chaczaturiana, jak również dwie sonaty jego przyjaciela Prokofjewa. W 1942 otrzymał za to Nagrodę Stalinowską.
W ostatnich latach wojny kwitła jego przyjaźń z Szostakowiczem, a kompozytor ten poświęcił mu dwa koncerty i sonatę, które miały zostać wykonane po raz pierwszy wspólnie; utwory te powiązały się z karierą Ojstracha i pewną niechęcią państwa do niego w następnych latach. Jego kariera nie była też ciągła, na co wpłynęła polityka Związku Radzieckiego, który nie pozwalał wybitnym obywatelom na opuszczenie kraju. Kontynuował nauczanie studentów w Konserwatorium Moskiewskim, jednak gdy nazistowskie Niemcy najechały Rosję, przeszedł na linię frontu, grając dla żołnierzy i robotników w wojennych warunkach.
Koniec wojny pozwolił Ojstrachowi wyjechać za granicę do krajów w bloku radzieckim, a także na zachód. Jego pierwszy zagraniczny występ, na Festiwalu Praska Wiosna, był ogromnym sukcesem. W 1951 pojawił się na festiwalu Maggio Musicale we Florencji, w 1952 zagrał w Niemczech Wschodnich z okazji obchodów śmierci Beethovena, w 1953 we Francji, 1954 w Wielkiej Brytanii i ostatecznie w 1955 pozwolono mu zwiedzić Stany Zjednoczone. Od 1959 rozpoczął drugą karierę jako dyrygent i w 1960 nagrodzono go nagrodą Lenina. Jego moskiewski debiut dyrygencki odbył się w 1962, a w 1967 założył duet ze sławnym radzieckim pianistą Swiatosławem Richterem.
W 1968 hucznemu świętowaniu jego sześćdziesiątych urodzin towarzyszyło przedstawienie w Wielkiej Sali Konserwatorium im. Czajkowskiego w Moskwie oraz koncert pod batutą jednego z jego ulubionych dyrygentów, Giennadija Rożdiestwienskiego. Dawid Ojstrach został zaliczony i był porównywany do wielkich skrzypków jego czasów, takich jak George Enescu i Yehudi Menuhin.
W 1957 pełnił funkcję wiceprzewodniczącego jury Międzynarodowego Konkursu Skrzypcowego im. Henryka Wieniawskiego w Poznaniu.
Przez około dziesięć lat Ojstrach grał na skrzypcach Stradivariego – Conte di Fontana rok 1702, w czerwcu 1966 wymienił je na Stradivariusa – Ex Marsick rok 1715.
Ojstrach miał pierwszy atak serca już w 1964. Kontynuował jednak pracę, stał się jednym z głównych kulturalnych ambasadorów Związku Radzieckiego, dzięki licznym koncertom na żywo i nagraniom na Zachodzie. Jednak ze strony państwa była to działalność traktowana jako źródło dewiz (sam artysta otrzymywał niemal głodowe diety), co w dużym stopniu przyczyniło się do jego śmierci. Po poprowadzeniu cyklu muzycznego na temat Brahmsa z Concertgebouw Orkiestra zmarł na atak serca w Amsterdamie w 1974. Jego ciało zostało przewiezione do Moskwy, gdzie został pochowany na cmentarzu Nowodziewiczym.

## Odznaczenia
- Order Lenina – dwukrotnie: 1946, 1966
- Order „Znak Honoru” – dwukrotnie, po raz drugi w 1937
- Medal „Za ofiarną pracę w Wielkiej Wojnie Ojczyźnianej 1941–1945”
- Medal „W upamiętnieniu 800-lecia Moskwy”
- Nagroda Stalinowska I st. – 1943
- Nagroda Leninowska – 1960
- Tytuł Zasłużony Działacz Sztuk RFSRR – 1942
- Tytuł Ludowy Artysta ZSRR – 1953
- Order Lwa Finlandii – 1966
- Order Leopolda II Belgijskiego – 1967